# Xã Vinton, Quận Vinton, Ohio
Xã Vinton (tiếng Anh: Vinton Township) là một xã thuộc quận Vinton, tiểu bang Ohio, Hoa Kỳ. Năm 2010, dân số của xã này là 548 người.